# Mubarek Bekkai
Bekkay Ben M’barek Lahbil (arab. امبارك البكاي) (ur. 18 kwietnia 1907 w Barkan, Maroko, zm. 12 kwietnia 1961 w Rabacie, Maroko) – marokański polityk. Pierwszy premier od 7 grudnia 1955 do 12 maja 1958; bezpartyjny; mianowany przez króla Muhammada V.